# James Van Patten
Pour les articles homonymes, voir Van Patten.
James Van Patten est un acteur, scénariste et producteur américain, né le 7 octobre 1956 à Brooklyn, New York. Il est parfois surnommé "Jimmy Van Patten".

## Biographie

### Vie privée
Il est le fils de Dick Van Patten, frère de Vincent Van Patten et de Nels Van Patten et le beau frère de Betsy Russell.

## Filmographie
| Année | Film    | Rôle       | Réalisateur         |
| ----- | ------- | ---------- | ------------------- |
| 2007  | Saw IV  | Dr Heffner | Darren Lynn Bousman |
| 2009  | Saw VI  | Dr Heffner | Kevin Greutert      |
| 2010  | Saw VII | Dr Heffner | Kevin Greutert      |